# Yatian
Yatian är en köpinghuvudort i Kina. Den ligger i provinsen Hunan, i den södra delen av landet, omkring 200 kilometer väster om provinshuvudstaden Changsha. Antalet invånare är 28 287. Befolkningen består av 13 439 kvinnor och 14 848 män. Barn under 15 år utgör 25,0 %, vuxna 15-64 år 66 %, och äldre över 65 år 8,0 %.
Runt Yatian är det tätbefolkat, med 369 invånare per kvadratkilometer. Närmaste större samhälle är Qijiang, 16,3 km söder om Yatian. I omgivningarna runt Yatian växer i huvudsak blandskog.
Genomsnittlig årsnederbörd är 1 658 millimeter. Den regnigaste månaden är maj, med i genomsnitt 257 mm nederbörd, och den torraste är december, med 55 mm nederbörd.